# Etella
Etella o Etalla és una reserva natural de Tunísia entre les delegacions de Kasserine i Foussana, a la governació de Kasserine, que s'estén sobre unes noranta-sis hectàrees. Fou creada per ordre ministerial el 18 de desembre de 1993 per a la protecció de les pinedes de pi blanc.